# 福岡県道601号平等寺那珂川線
福岡県道601号平等寺那珂川線（ふくおかけんどう601ごう びょうどうじなかがわせん）は、福岡県筑紫野市から那珂川市に至る一般県道である。

## 概要
筑紫野市大字平等寺から那珂川市松木2丁目に至る。
筑紫野市大字平等寺を起点に、山間部を北西に進み那珂川市に入り、市の東部を北上しながら山を下り、住宅地内の松木2丁目で福岡県道575号山田中原福岡線に接続して終点となる。筑紫野市・那珂川市の境界を挟む山間部は急勾配・カーブが連続し狭隘である。その山間部では九州新幹線筑紫トンネルの上を通り、そこから北側は九州新幹線と並行する。

### 路線データ
- 起点：福岡県筑紫野市大字平等寺（佐賀県道・福岡県道137号基山平等寺筑紫野線交点）
- 終点：福岡県那珂川市松木2丁目（福岡県道575号山田中原福岡線交点）

## 路線状況

### 道路施設

#### 橋梁
- 中の瀬橋（梶原川、那珂川市）

## 地理

### 通過する自治体
- 筑紫野市
- 那珂川市

### 交差する道路
| 交差する道路                              | 市町村名 | 交差する場所 | 交差する場所   |
| ----------------------------------------- | -------- | ------------ | -------------- |
| 佐賀県道・福岡県道137号基山平等寺筑紫野線 | 筑紫野市 | 大字平等寺   | 起点           |
| 福岡県道580号那珂川大野城線               | 那珂川市 | 松原         | 松木瀬戸交差点 |
| 福岡県道575号山田中原福岡線               | 那珂川市 | 松木2丁目    | 終点           |

### 交差する鉄道
- 九州新幹線（筑紫トンネル）

### 沿線
- 大博多カントリー倶楽部